# Mutagénesis (técnica de biología molecular)

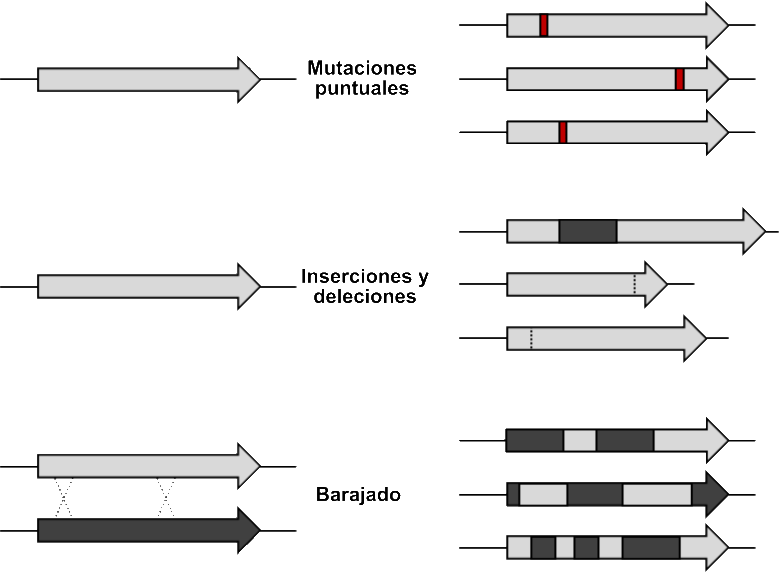
Tipos de mutaciones que pueden introducirse mediante mutagénesis aleatoria, dirigida al sitio, combinatoria o por inserción.

En biología molecular, la mutagénesis es una técnica de laboratorio importante mediante la cual las mutaciones de ADN se modifican deliberadamente para producir bibliotecas de genes mutantes, proteínas, cepas de bacterias u otros organismos modificados genéticamente. Los diversos constituyentes de un gen, así como sus elementos reguladores y sus productos génicos, pueden mutarse para poder examinar en detalle el funcionamiento de un locus, proceso o producto genético. La mutación puede producir proteínas mutantes con propiedades interesantes o funciones mejoradas o novedosas que pueden ser de utilidad comercial. También pueden producirse cepas mutantes que tengan una aplicación práctica o permitan investigar la base molecular de una función celular concreta.
Hoy en día existen muchos métodos de mutagénesis. Inicialmente, el tipo de mutaciones inducidas artificialmente en el laboratorio eran totalmente aleatorias, utilizando mecanismos como la irradiación UV. La mutagénesis aleatoria no puede dirigirse a regiones o secuencias específicas del genoma; sin embargo, con el desarrollo de la mutagénesis dirigida al sitio, se pueden realizar cambios más específicos. Desde 2013, el desarrollo de la tecnología CRISPR/Cas9, basada en un sistema de defensa viral procariota, ha permitido la edición o mutagénesis de un genoma in vivo. La mutagénesis dirigida al sitio ha demostrado ser útil en situaciones en las que la mutagénesis aleatoria no lo es. Otras técnicas de mutagénesis son la mutagénesis combinatoria y la mutagénesis por inserción. La mutagénesis no aleatoria puede utilizarse para clonar ADN, investigar los efectos de los mutágenos y diseñar proteínas. También tiene aplicaciones médicas, como ayudar a pacientes inmunodeprimidos, investigar y tratar enfermedades como el VIH y el cáncer, y curar enfermedades como la beta talasemia.

## Mutagénesis aleatoria
Los primeros enfoques de la mutagénesis se basaban en métodos que producían mutaciones totalmente aleatorias. En estos métodos, las células o los organismos se exponen a mutágenos como la radiación UV o sustancias químicas mutagénicas, y a continuación se seleccionan los mutantes con las características deseadas. Hermann Muller descubrió en 1927 que los rayos X pueden provocar mutaciones genéticas en las moscas de la fruta y utilizó los mutantes que creó para sus estudios de genética. En el caso de Escherichia coli, los mutantes pueden seleccionarse primero mediante la exposición a la radiación ultravioleta y, a continuación, sembrarse en un medio de agar. A continuación, las colonias formadas se replican, una en un medio rico y otra en un medio mínimo, y los mutantes que tienen requisitos nutricionales específicos pueden identificarse por su incapacidad para crecer en el medio mínimo. Pueden repetirse procedimientos similares con otros tipos de células y con diferentes medios de selección. Posteriormente se desarrollaron varios métodos para generar mutaciones aleatorias en proteínas específicas con el fin de buscar mutantes con propiedades interesantes o mejoradas. Estos métodos pueden implicar el uso de nucleótidos dopados en la síntesis de oligonucleótidos, o la realización de una reacción de PCR en condiciones que potencien la incorporación errónea de nucleótidos (PCR propensa a errores), por ejemplo reduciendo la fidelidad de la replicación o utilizando análogos de nucleótidos. Una variación de este método para integrar mutaciones no sesgadas en un gen es la mutagénesis por saturación de secuencia. Los productos de la PCR que contienen mutaciones se clonan en un vector de expresión y las proteínas mutantes producidas pueden caracterizarse.
En estudios con animales, se han utilizado agentes alquilantes como <i id="mwRA">N</i> -etil- <i id="mwRQ">N</i> -nitrosourea (ENU) para generar ratones mutantes. El metanosulfonato de etilo (EMS) también se usa a menudo para generar mutantes de animales, plantas y virus.
En una ley de la Unión Europea (como la directiva 2001/18), este tipo de mutagénesis se puede utilizar para producir OMG, pero los productos están exentos de regulación: no hay etiquetado, no hay evaluación

## Mutagénesis dirigida al sitio
Antes del desarrollo de las técnicas de mutagénesis dirigida al sitio, 
todas las mutaciones que se producían eran aleatorias, y los científicos tenían que recurrir a la selección del fenotipo deseado para encontrar la mutación deseada. Las técnicas de mutagénesis aleatoria tienen una ventaja en cuanto al número de mutaciones que se pueden producir; sin embargo, aunque la mutagénesis aleatoria puede producir un cambio en nucleótidos individuales, no ofrece mucho control en cuanto a qué nucleótido se está cambiando. Por ello, muchos investigadores intentan introducir cambios seleccionados en el ADN de forma precisa y específica. En los primeros intentos se utilizaron análogos de nucleótidos y otras sustancias químicas para generar mutaciones puntuales localizadas. Entre estas sustancias químicas se encuentran la aminopurina, que induce una transición de AT a GC, mientras que la nitrosoguanidina, el bisulfito y la N4-hidroxicitidina pueden inducir una transición de GC a AT. Estas técnicas permiten crear mutaciones específicas en una proteína; sin embargo, no son flexibles en cuanto a los tipos de mutantes generados, ni tan específicas como los métodos posteriores de mutagénesis dirigida al lugar, por lo que tienen cierto grado de aleatoriedad. Con otras tecnologías, como la escisión del ADN en lugares específicos del cromosoma, la adición de nuevos nucleótidos y el intercambio de pares de bases, ahora es posible decidir dónde pueden ir las mutaciones.

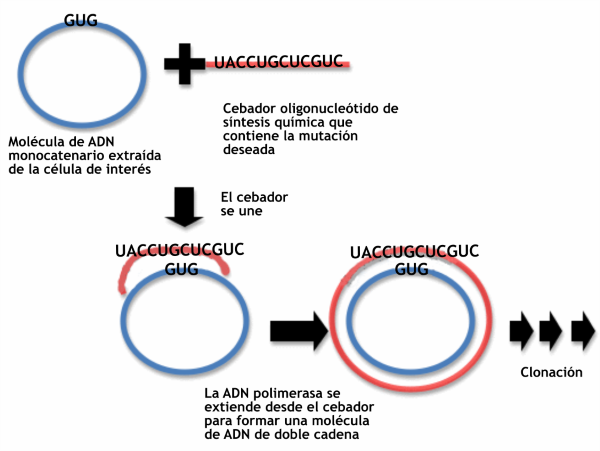
Diagrama simplificado de la técnica de mutagénesis dirigida al sitio utilizando oligonucleótidos prefabricados en una reacción de extensión del cebador con ADN polimerasa.

Las técnicas actuales de mutación de sitios específicos tienen su origen en la técnica de extensión de cebadores desarrollada en 1978. Estas técnicas suelen implicar el uso de oligonucleótidos mutagénicos prefabricados en una reacción de extensión de cebadores con ADN polimerasa. Este método permite la mutación puntual o la deleción o inserción de pequeños tramos de ADN en lugares específicos. Los avances metodológicos han hecho de la mutagénesis un proceso relativamente sencillo y eficaz. Constantemente se están desarrollando métodos más nuevos y eficaces de mutagénesis dirigida al sitio. Por ejemplo, una técnica denominada "Seamless ligation cloning extract" (o SLiCE para abreviar) permite clonar determinadas secuencias de ADN dentro del genoma, y se puede insertar más de un fragmento de ADN en el genoma a la vez. La mutagénesis dirigida al sitio permite investigar el efecto de una mutación específica. Existen numerosos usos; por ejemplo, se ha utilizado para determinar la susceptibilidad de ciertas especies a sustancias químicas que se utilizan a menudo en los laboratorios. El experimento utilizó la mutagénesis dirigida al sitio para imitar las mutaciones esperadas del producto químico específico. La mutación dio lugar a un cambio en aminoácidos específicos y se analizaron los efectos de esta mutación.

La mutagénesis de saturación es un tipo de mutagénesis dirigida. Esta imagen muestra la mutagénesis de saturación de una única posición en una proteína teórica de 10 residuos. La versión de tipo salvaje de la proteína se muestra en la parte superior, con M representando el primer aminoácido metionina, y * representando la terminación de la traducción. A continuación se muestran los 19 mutantes de la isoleucina en la posición 5.

El enfoque dirigido al sitio puede realizarse sistemáticamente en técnicas como la mutagénesis de barrido de alanina, en la que los residuos se mutan sistemáticamente a alanina con el fin de identificar residuos importantes para la estructura o la función de una proteína. Otro enfoque global es la mutagénesis de saturación de sitios, en la que un codón o un conjunto de codones pueden sustituirse por todos los aminoácidos posibles en las posiciones específicas.

## Mutagénesis combinatoria
La mutagénesis combinatoria es una técnica de ingeniería de proteínas dirigida a un sitio mediante la cual se pueden diseñar simultáneamente múltiples mutantes de una proteína basándose en el análisis de los efectos de mutaciones individuales aditivas. Es un método útil para evaluar el efecto combinatorio de un gran número de mutaciones sobre la función de la proteína. Mediante el análisis combinatorio, se puede seleccionar un gran número de mutantes para una característica determinada. En esta técnica, se pueden modificar exhaustivamente múltiples posiciones o secuencias cortas a lo largo de una cadena de ADN para obtener una amplia biblioteca de proteínas mutantes. La tasa de incidencia de variantes beneficiosas puede mejorarse mediante distintos métodos de construcción de bibliotecas de mutagénesis. Un enfoque de esta técnica consiste en extraer y sustituir una porción de la secuencia de ADN por una biblioteca de secuencias que contenga todas las combinaciones posibles en el lugar de mutación deseado. El contenido del segmento insertado puede incluir secuencias de importancia estructural, propiedad inmunogénica o función enzimática. También puede insertarse un segmento al azar en el gen para evaluar la importancia estructural o funcional de una parte concreta de una proteína.

## Mutagénesis por inserción
La inserción de uno o más pares de bases, que da lugar a mutaciones del ADN, también se conoce como mutagénesis insercional.
 Este tipo de mutaciones pueden proporcionar información importante para la investigación del cáncer, como la comprensión de los mecanismos de desarrollo de la enfermedad. Los retrovirus y los transposones son las principales herramientas de la mutagénesis por inserción. Los retrovirus, como el virus del tumor mamario del ratón y el virus de la leucemia murina, pueden utilizarse para identificar genes implicados en la carcinogénesis y comprender las vías biológicas de cánceres específicos. Los transposones, segmentos cromosómicos que pueden sufrir transposición, pueden diseñarse y aplicarse a la mutagénesis insercional como instrumento para el descubrimiento de genes del cáncer. Estos segmentos cromosómicos permiten aplicar la mutagénesis insercional a prácticamente cualquier tejido de elección, al tiempo que permiten una secuenciación del ADN más exhaustiva e imparcial. Los investigadores han descubierto cuatro mecanismos de mutagénesis insercional que pueden utilizarse en humanos. el primer mecanismo se denomina inserción potenciadora. Los potenciadores impulsan la transcripción de un gen concreto al interactuar con su promotor. Este mecanismo concreto se utilizó por primera vez para ayudar a pacientes gravemente inmunodeprimidos que necesitaban médula ósea. Para ello, se insertaron en los pacientes gammaretrovirus portadores de potenciadores. El segundo mecanismo se denomina inserción de promotores. Los promotores proporcionan a nuestras células las secuencias específicas necesarias para iniciar la traducción. La inserción de promotores ha ayudado a los investigadores a conocer mejor el virus VIH. El tercer mecanismo es la inactivación de genes. Un ejemplo de inactivación genética es el uso de la mutagénesis insercional para insertar un retrovirus que interrumpe el genoma de las células T en pacientes con leucemia y les proporciona un antígeno específico llamado CAR que permite a las células T dirigirse a las células cancerosas. El mecanismo final se denomina sustitución del extremo 3' del ARNm. Nuestros genes sufren ocasionalmente mutaciones puntuales que causan beta-talasemia, que interrumpe la función de los glóbulos rojos. Para solucionar este problema se introduce la secuencia genética correcta para los glóbulos rojos y se realiza una sustitución.

## Recombinación homóloga
La recombinación homóloga se puede utilizar para producir una mutación específica en un organismo. El vector que contiene una secuencia de ADN similar al gen que se va a modificar se introduce en la célula y, mediante un proceso de recombinación, reemplaza el gen objetivo en el cromosoma. Este método se puede usar para introducir una mutación o desactivar un gen, por ejemplo, como se usa en la producción de ratones knockout.

## CRISPR
Desde 2013, el desarrollo de la tecnología CRISPR -Cas9 ha permitido la introducción eficiente de diferentes tipos de mutaciones en el genoma de una amplia variedad de organismos. El método no requiere un sitio de inserción de transposones, no deja marcador y su eficiencia y simplicidad lo han convertido en el método preferido para la edición del genoma .

## Síntesis de genes
A medida que cae el costo de la síntesis de oligonucleótidos de ADN, la síntesis artificial de un gen completo es ahora un método viable para introducir mutaciones en un gen. Este método permite una mutación extensa en múltiples sitios, incluido el rediseño completo del uso de codones de un gen para optimizarlo para un organismo en particular.